# 伊藤友乃
伊藤 友乃（いとう ともの、1937年9月11日 - ）は、巣山プロダクション所属の日本の女優。身長158 cm。趣味はピアノ、旅行、音楽。特技はピアノ、三味線、歌。かつては中部日本放送放送劇団に所属していた。

## 出演

### テレビドラマ
- 「ひまわり娘」（中部日本放送）[3]
- 「家」（NHK）
- 「なごやユーモア劇場」（1957年1月23日 - 1960年3月16日、中部日本放送）[4]
- 「白い桟橋」（1957年10月5日 - 1958年5月10日、日本テレビ）[5]
- 「健太君の探偵」第78話・第83話・第86話・第91話・第96話・第101話・第129話・第142話・第245話（1957年11月1日 - 1962年9月28日、中部日本放送）[6]
- ヤシカゴールデン劇場「出所」（1958年11月19日、日本テレビ）[7]
- 東芝日曜劇場（TBS）
  - 「黒い手袋」（1959年2月1日）[8]
  - 「坂の多い町」（1960年12月4日）[9]
  - 「刑場」（1961年11月5日）[10]
  - 「ダムの春」（1962年4月22日）[11]
  - 「燃ゆる限り」（1963年10月13日）[12]
  - 「女さまざま」（1964年9月27日）[13]
  - 「女の足音」（1965年12月26日）[14]
  - 「女の虹」（1967年7月16日）[15]
  - 「夢のあと」（1972年3月26日）[16]
  - 「ボクのお見合い日記」第4話（1991年9月22日、TBS）[17]
  - 「もう一度春」（1992年4月19日）[18]
- 「寒椿」（1962年12月2日、NHK）[19]
- 近鉄金曜劇場（TBS）
  - 「重軽傷3」（1962年12月7日）[20]
  - 「若き日の摂津守」（1963年4月26日）[21]
  - 愛とこころのシリーズ
    - 「茜さす路」（1966年7月29日）[22]
    - 「悲しみよ彼方に」（1967年1月27日）[23]
    - 「愛の四重奏」（1967年3月24日）[24]
- 創作劇場（NHK教育テレビジョン）
  - 「しあわせたち」（1963年3月30日）[25]
  - 「女の時計」（1963年11月30日）[26]
- 「おかあさん」第2シリーズ 第183話（1963年5月2日、中部日本放送）[27]
- テレビ劇場（NHK）
  - 「江戸の島」（1963年7月28日）[28]
  - 「雪はまだ降る」（1964年2月16日）[29]
- シャープ月曜劇場「ぼくどうして涙がでるの」（1963年8月12日、フジテレビ）[30]
- 「長者町」（1963年10月7日 - 1964年3月30日、NHK）[31]
- ナショナル日曜観劇会「子機」（1963年11月10日、TBS）[32]
- 「風雪」第49話「三味線とバイオリン」（1965年3月25日、NHK）[33]
- 「特別機動捜査隊」第265話「二人だけの虹」（1966年11月23日、テレビ朝日）[34]
- 「日日の背信」（1967年1月30日 - 1967年4月28日、東海テレビ）[35]
- NHK劇場（NHK）
  - 「むらという女」（1967年3月30日）[36]
  - 「銀杏のある家」（1968年6月27日）[37]
- 「みだれがみ」（1967年4月3日 - 1968年3月25日、NHK）[38]
- 「われら高校生」第1話（1968年4月7日、NHK）[39]
- 「赤ちゃん誕生」（1970年2月2日 - 1970年2月13日、NHK） - 歌代 役[40]
- 「しぐれ茶屋おりく」（1970年3月22日、中部日本放送）[41]
- 「霧の壁」（1970年8月24日 - 8月28日、NHK）[42]
- 「わんぱく天使」（1971年10月5日 - 1973年3月13日、NHK）[43]
- 水曜ドラマ「幻の殺意」（1972年8月16日 - 1972年8月23日、NHK）[44]
- 「ぼくのおじさん」第9話（1974年4月3日、NHK） - ママ 役[45]
- 銀河テレビ小説（NHK）
  - 「巣箱」（1976年11月29日 - 1976年12月24日）[46]
  - 「おまさ」（1980年3月3日 - 1980年3月28日）[47]
  - 「風の盆」（1981年3月2日 - 3月27日） - きわ子 役
  - 「祈願満願」（1981年12月7日 - 12月25日）- 大河原ちせ 役
  - 「旅びと」（1983年2月28日 - 3月25日）[48]
  - 「今ぞ恋しき」（1983年12月5日 - 12月23日）[49]
  - 「純情長良川」（1984年11月12日 - 11月30日）[50]
  - 「もういちど春」（1985年11月18日 - 12月6日）[51]
  - 「清水みなとストーリー」（1986年2月24日 - 3月21日） - 静香 役[52]
  - 「故郷はみどり」（1986年10月13日 - 10月31日） - 国定春江 役[53]
  - 「名古屋ラブソング」（1987年11月9日 - 11月27日）[54]
  - 「親の出る幕」（1988年7月4日 - 7月22日）[55]
- 「困ったなア」（1977年3月7日 - 3月24日、NHK）[56]
- 「霧子この愛」（1978年11月6日 - 1979年2月23日、中部日本放送）[57]
- 「折鶴」（1980年12月28日、NHK） - 女将 役[58]
- 「祈願満願」（1981年12月7日 - 1981年12月25日、NHK） - 大河原ちせ 役[59]
- 連続テレビ小説（NHK）
  - 「おしん」第171話・第172話・第174話・第175話・第177話（1983年10月26日・10月27日・10月29日・10月31日・11月1日） - さだ 役[60]
  - 「君の名は」第151話・第153話 - 第156話・第158話・第162話・第169話 - 第173話・第177話 - 第180話・第183話・第189話・第190話・第194話・第198話・第199話・第201話・第203話・第204話（1991年9月23日・9月25日 - 9月28日・10月1日・10月5日・10月14日 - 10月18日・10月23日 - 10月26日・10月30日・11月6日・11月7日・11月12日・11月16日・11月18日・11月20日・11月22日・11月23日） - 海渡琴乃 役[61]
  - 「ひまわり」第17話 - 第19話・第40話（1996年4月19日 - 4月22日・5月16日） ‐ 関口裕子 役[62]
- 「新宿ララバイ」（1983年10月17日 - 12月30日、TBS）[63]
- 恋はミステリー劇場「優しい関係」（1984年10月17日 - 10月31日、TBS）
- 「おじいさんの台所」（1985年1月7日 - 12月27日、TBS）
- 「北村想　街への扉」（1988年11月4日、NHK）[64]
- 「わたしは武蔵」（1989年3月12日、中部日本放送）[65]
- 「女が会社を作るとき」（1989年7月10日 - 10月6日、中部日本放送）[66]
- 「マドンナと呼ばれて」（1990年4月9日 - 7月6日、中部日本放送）
- 「秋燃え」（1990年10月8日 - 12月28日、中部日本放送）[67]
- 水曜ドラマ マダム・りん子の事件帖（1991年、NHK） - 一ノ瀬松江 役
- 「二本の桜」（1991年8月9日 - 8月16日、NHK）
- ドラマ30（TBS）
  - 「許されぬ唄」（1992年6月1日 - 7月31日） - 早川政子 役[68]
  - 「幼稚園ゲーム〜お受験します!〜」第18話・第21話・第23話・第24話・第27話 - 第29話・第31話 - 第37話・第39話・最終話（2001年2月28日・3月5日・3月7日・3月8日・3月13日 - 3月15日・3月19日 - 3月27日・3月29日・3月30日、TBS）[69]
- 土曜ドラマ（NHK）
  - 「三十三年目の台風」（1993年9月4日）
  - 「やらまいか!」（1995年9月2日）[70]
  - 「家で死ぬということ」（2012年2月25日）[71]
- ドラマ新銀河（NHK）
  - 「つばさ」（1994年2月7日 - 3月3日） - 神谷ひより 役[72]
  - 「ようこそ青春金物店」（1996年2月19日 - 3月14日） - 明智秀子 役[73]
  - 「庭師サッちゃん」（1998年2月23日 - 3月19日）[74]
- ドラマランド11「ご立派すぎて」（1996年9月24日 - 、名古屋テレビ）
- 「幽婚」（1998年9月5日、TBS）[75]
- NHKドラマ館「ようこそミセス再出発セミナーへ」（1998年11月7日、NHK）[76]
- 水曜ドラマの花束「恋の手裏剣」（1999年12月22日、NHK）[77]
- 「中学生日記」シリーズ親父「親からのメッセージ」（2001年5月13日 - 5月20日、NHK）[78]
- ドラマ愛の詩（NHK）
  - 「エスパー魔美」第8話（2002年2月23日） - ブラック・キューピッド 役[79]
  - 「どっちがどっち!」第3話・第9話・最終話（2002年10月19日・12月7日・12月28日） - 齋藤まゆ 役[80]
- 「加藤家へいらっしゃい! 〜名古屋嬢っ〜」第4話（2004年10月27日、名古屋テレビ） - 鈴木留子 役[81]
- ひるドラ「オーバー30」（2009年1月5日 - 2月27日、TBS）
- 「やっとかめ探偵団」（2010年6月20日 - 2011年1月4日、フジテレビ）
- 「アゲイン!!」（2014年7月23日 - 10月1日、TBS）
- ドラマ10（NHK）
  - 「お母さん、娘をやめていいですか?」第7話（2017年2月24日） - 後藤礼美の祖母 役[82]
  - 「マチ工場のオンナ」第3話（2017年12月8日） - 銀行のおばあちゃん 役[83]
  - 「ハムラアキラ〜世界で最も不運な探偵〜」第5話・第6話・最終話（2020年2月21日・2月28日・3月6日）[84]
- 「黄色い煉瓦〜フランク・ロイド・ライトを騙した男〜」（2019年11月27日、NHK BSプレミアム）[85]
- 「命のバトン 〜赤ちゃん縁組がつなぐ絆〜」（2021年11月18日、NHK BS1） - 山口美鈴 役[86][87]

### 映画
- 「利休」（1989年9月15日） - ゆら 役

### ラジオドラマ
- 「真夏の死」（1965年5月4日 - 5月25日、CBCラジオ）
- 「還暦刑事」第2話・第4話（2011年5月3日・7月31日、CBCラジオ） - カエデ 役
- FMシアター（NHK FM）
  - 「よいしょ・よいしょ」（1988年4月23日） - ユウコ 役
  - 「赤い鳥・ひとり」（1989年4月22日）
  - 「人らしく、生きられるように」（2010年5月29日）[88]
  - 「巡礼」（2011年7月23日）[89]
  - 「テレビ塔の下で」（2012年6月30日）[90]
  - 「タツ子さんの一日」（2013年7月13日）[91]
  - 「残穢」（2014年1月18日）[92]
  - 「金魚の恋、五十五年の夢」（2014年3月15日）[93]
  - 「母を放つ日」（2014年5月17日）[94]
  - 「あいちゃんは幻」（2016年1月30日）[95]
  - 「遥かなり、ニュータウン」（2016年10月8日）[96]
  - 「よい宵の祭り」（2017年8月26日）[97]
  - 「さよならサリバン先生」（2017年10月7日）[98]
  - 「しあわせのとしょかん」（2018年7月21日）[99]
  - 「今年の梅は」（2021年4月10日）[100]
  - 「起業しやぁ｣（2025年1月18日）[101]
- 青春アドベンチャー「新・動物園物語」（2013年2月4日 - 2月15日、NHK FM）[102]

### ナレーター
- 「全国うまいもの名鑑」（NHK）

### CM
- 小牧ロイヤルホテル
- 春日井ロイヤルホテル
- 大成住宅
- お茶の里「城南」
- 大川食品
- オリエンタルマースカレー